# 膜分離活性汚泥法
膜分離活性汚泥法（まくぶんりかっせいおでいほう）とは、下水や工場排水の浄化を行う「活性汚泥法（かっせいおでいほう）」の一種で、処理された水（処理水）と活性汚泥との分離を、従来の沈殿池に代えて精密ろ過膜(MF膜)または限外ろ過膜（UF膜）を使って行う方法である。英語でMembrane Bioreactorと称することから頭文字をとってMBR法、または単にMBRと呼ばれることが多い。また膜式活性汚泥法（まくしき-）とも呼ばれる。

## 概要

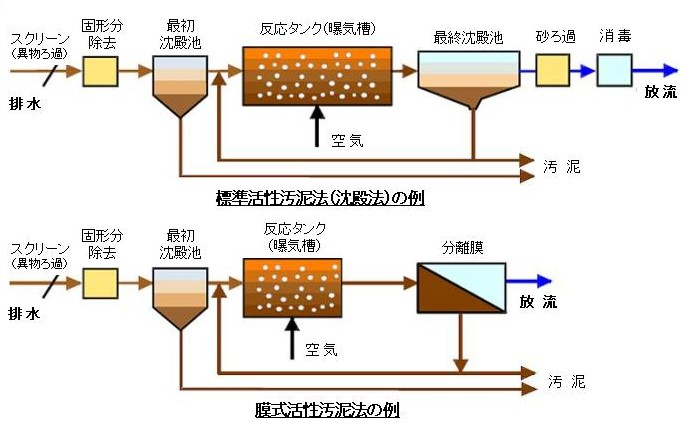
従来法との比較例

活性汚泥法では、排水中の有機物を中心とした汚濁物質を、反応タンクの中で大量に繁殖させた微生物、すなわち活性汚泥に捕えさせ、これを代謝または呼吸によって消費させるか、付着させたまま汚泥として排出させる（詳しくは活性汚泥の項を参照）が、処理水と活性汚泥との分離については、従来は沈殿法、すなわち活性汚泥を最終沈殿池で自然に沈降させることで行われてきた。
しかし、こうした従来法では活性汚泥がバルキング（活性汚泥が浮きやすくなること）などの原因により自然沈降で分離しきれずに処理水側に流失（キャリーオーバーと呼ばれる）することがあり、また反応タンクに保持できる活性汚泥の濃度が、自然の沈降性と最終沈殿池の大きさに依存することにもなる。
そこで、処理水と活性汚泥を強制的に分離させることで活性汚泥の流失を防ぐと共に、反応タンクでの活性汚泥の濃度を上げてその小型化を図り、最終沈殿池やその後の砂などを使ったろ過、および消毒などの工程を無くすことができる技術として開発されたのが「膜分離活性汚泥法」である。
1960年代にアメリカで開発され、分離膜の技術革新に伴って1990年頃から世界的に普及が進み始めた。2009年現在、欧米や日本、中国を中心に普及が進んでおり、特に中国では排水の再利用を目的とした需要の伸びが著しい。

## 方法

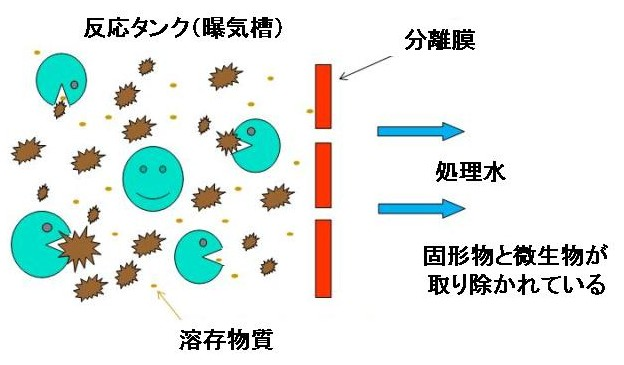

膜分離活性汚泥法は、従来の沈殿池に代わって精密ろ過膜や限外ろ過膜などの分離膜で処理水と活性汚泥とを分離するが、通常のフィルターのように、処理水として必要な量だけを分離膜に通したのでは速やかに活性汚泥で膜表面が被覆され、または目詰まりしてしまう（ファウリング（Fouling）と呼ばれる）ため、以下の何れかの方法でこれを防ぎながら使う。
1. 反応タンク内に分離膜を露出させて置き（浸漬膜（「しんしまく」が正しい読みであるが、業界では「しんせきまく」と読まれることが多い）と呼ばれる）、下から強く曝気することで、空気の泡とこれに伴う上昇流を発生させながら処理水をポンプなどで少しずつ吸引する。分離膜には中空糸、または平らなもの（平膜）が使われる。
2. 比較図のように、分離膜を反応タンクの外に置き、膜表面に大量の活性汚泥をポンプなどで循環させながら処理水を少しずつ吸引する。分離膜には中空糸、またはそれより太いチューブ型（チューブラーと呼ばれる）が用いられる（平らなものもあるが、設置面積が大きいことから最近では減少しつつある）。
3. 反応タンク内に平らな分離膜を露出させて置き、これに回転運動や振動などを与えて分離膜の目詰まりを防ぎながら使う

## 特長
- 従来法（標準活性汚泥法、沈殿法）に比べて設備が小型になる
- 活性汚泥が処理水へ流失（キャリーオーバー）する心配がない
- 処理水が精密ろ過膜や限外ろ過膜を通るため水質がよく、従来法での砂などによるろ過が不要となり、処理水の再利用も容易となる
- 大腸菌など大きな微生物も除去できるため、通常河川などに放流する場合は処理水の消毒も不要である（ウイルスなどの流失を防ぐため消毒を行う場合もある）

## 欠点
- 分離膜のファウリングを防ぐため、これを定期的に次亜塩素酸やアルカリなどの薬品で洗浄する必要がある。
- 分離膜の寿命は膜素材や使用状況で異なるが、1～5年程度であり定期的な交換が必要である。
- 分離膜表面の曝気または活性汚泥の循環、および処理水の吸引のため、必要な電力などのエネルギーが従来法より増加する。